# Gabriel Compagnucci
Gabriel Carlos Compagnucci (Monte Buey, Provincia de Córdoba, Argentina; 29 de agosto de 1991) es un futbolista argentino. Juega como lateral por derecha y su primer equipo fue Sportivo Belgrano. Actualmente milita en Belgrano de Córdoba de la Liga Profesional.

## Estadísticas
- Actualizado al 15 de agosto de 2025

| Club                        | Div.                | Temporada           | Liga  | Liga  | Copa nacional | Copa nacional | Copa internacional | Copa internacional | Total | Total |
| Club                        | Div.                | Temporada           | Part. | Goles | Part.         | Goles         | Part.              | Goles              | Part. | Goles |
| --------------------------- | ------------------- | ------------------- | ----- | ----- | ------------- | ------------- | ------------------ | ------------------ | ----- | ----- |
| Sportivo Belgrano Argentina | 3.ª                 | 2010/11             | 1     | 0     | —             | —             | —                  | —                  | 1     | 0     |
| Sportivo Belgrano Argentina | Total               | Total               | 1     | 0     | 0             | 0             | 0                  | 0                  | 1     | 0     |
| Tiro Federal (M) Argentina  | 4.ª                 | 2011/12             | ?     | ?     | —             | —             | —                  | —                  | ?     | ?     |
| Tiro Federal (M) Argentina  | 4.ª                 | 2012/13             | ?     | ?     | —             | —             | —                  | —                  | ?     | ?     |
| Tiro Federal (M) Argentina  | 4.ª                 | 2013/14             | ?     | ?     | —             | —             | —                  | —                  | ?     | ?     |
| Tiro Federal (M) Argentina  | Total               | Total               | ?     | ?     | 0             | 0             | 0                  | 0                  | ?     | ?     |
| Douglas Haig Argentina      | 2.ª                 | 2014                | 13    | 0     | —             | —             | —                  | —                  | 13    | 0     |
| Douglas Haig Argentina      | 2.ª                 | 2015                | 11    | 0     | 1             | 0             | —                  | —                  | 12    | 0     |
| Douglas Haig Argentina      | Total               | Total               | 24    | 0     | 1             | 0             | 0                  | 0                  | 25    | 0     |
| Alvarado Argentina          | 3.ª                 | 2016                | 16    | 4     | —             | —             | —                  | —                  | 16    | 4     |
| Alvarado Argentina          | 3.ª                 | 2016/17             | 28    | 3     | 2             | 1             | —                  | —                  | 30    | 4     |
| Alvarado Argentina          | Total               | Total               | 44    | 7     | 2             | 1             | 0                  | 0                  | 46    | 8     |
| Almagro Argentina           | 2.ª                 | 2017/18             | 26    | 4     | —             | —             | —                  | —                  | 26    | 4     |
| Almagro Argentina           | Total               | Total               | 26    | 4     | 0             | 0             | 0                  | 0                  | 26    | 4     |
| Unión Argentina             | 1.ª                 | 2018/19             | 2     | 0     | 1             | 0             | —                  | —                  | 3     | 0     |
| Unión Argentina             | Total               | Total               | 2     | 0     | 1             | 0             | 0                  | 0                  | 3     | 0     |
| Patronato Argentina         | 1.ª                 | 2018/19             | 10    | 0     | 1             | 0             | —                  | —                  | 11    | 0     |
| Patronato Argentina         | 1.ª                 | 2019/20             | 19    | 0     | 1             | 0             | —                  | —                  | 20    | 0     |
| Patronato Argentina         | 1.ª                 | 2020                | —     | —     | 4             | 0             | —                  | —                  | 4     | 0     |
| Patronato Argentina         | Total               | Total               | 29    | 0     | 6             | 0             | 0                  | 0                  | 35    | 0     |
| Tigre Argentina             | 2.ª                 | 2020                | 7     | 1     | —             | —             | —                  | —                  | 7     | 1     |
| Tigre Argentina             | 2.ª                 | 2021                | 11    | 0     | 1             | 0             | —                  | —                  | 12    | 0     |
| Tigre Argentina             | Total               | Total               | 18    | 1     | 1             | 0             | 0                  | 0                  | 19    | 1     |
| Newell's Argentina          | 1.ª                 | 2021                | 18    | 1     | —             | —             | —                  | —                  | 18    | 1     |
| Newell's Argentina          | Total               | Total               | 18    | 1     | 0             | 0             | 0                  | 0                  | 18    | 1     |
| Belgrano Argentina          | 2.ª                 | 2022                | 25    | 1     | 1             | 0             | —                  | —                  | 26    | 1     |
| Belgrano Argentina          | 1.ª                 | 2023                | 18    | 0     | 1             | 0             | —                  | —                  | 19    | 0     |
| Belgrano Argentina          | 1.ª                 | 2024                | 18    | 0     | 0             | 0             | —                  | —                  | 18    | 0     |
| Belgrano Argentina          | 1.ª                 | 2025                | 16    | 1     | 3             | 2             | —                  | —                  | 19    | 3     |
| Belgrano Argentina          | Total               | Total               | 77    | 2     | 5             | 2             | 0                  | 0                  | 82    | 4     |
| U Craiova 1948 · Rumania    | 1.ª                 | 2023/24             | 31    | 0     | 4             | 0             | —                  | —                  | 35    | 0     |
| U Craiova 1948 · Rumania    | Total               | Total               | 31    | 0     | 4             | 0             | 0                  | 0                  | 35    | 0     |
| Total en su carrera         | Total en su carrera | Total en su carrera | 270   | 15    | 20            | 3             | 0                  | 0                  | 290   | 18    |

## Palmarés
| Título           | Club                | País      | Año  |
| ---------------- | ------------------- | --------- | ---- |
| Primera Nacional | Tigre               | Argentina | 2021 |
| Primera Nacional | Belgrano de Córdoba | Argentina | 2022 |